# Municipio de Santa María Temaxcaltepec
El municipio de Santa María Temaxcaltepec es uno de los 570 municipios en que se encuentra dividido el estado mexicano de Oaxaca y que se encuentra localizado en la zona sur del mismo. Su cabecera es Santa María Temaxcaltepec.

## Geografía
El municipio de Santa María Temaxcaltepec se encuentra localizado en la región Costa y en el distrito de Juquila, en la zona sur del estado de Oaxaca. Tiene una extensión territorial de 38 844 kilómetros cuadrados que equivalen al 0.04 % de la extensión total del estado, siendo sus coordenadas extremas 16°7′ - 16°13′ de latitud norte y 97°8′ - 97°14′ de longitud oeste y su altitud fluctúa entre un máximo de 1800 y un mínimo de 400 metros sobre el nivel del mar.
Limita al noroeste con el municipio de Santiago Yaitepec, al norte y al oeste con el municipio de San Juan Lachao y al sur y suroeste con el municipio de Santos Reyes Nopala.

## Demografía
La población total del municipio de acuerdo con el Censo de Población y Vivienda realizado en 2010 por el Instituto Nacional de Estadística y Geografía, es de 2 595 habitantes.
La densidad de población asciende a un total de 74.47 personas por kilómetro cuadrado.

### Localidades
El municipio se encuentra formado por 7 localidades, las principales y su población de acuerdo al censo de 2010 son:
| Localidad                 | Población |
| Total Municipio           | 2 595     |
| Santa María Temaxcaltepec | 1 498     |
| Cañada de Guadalupe       | 598       |
| Sa José Pie del Cerro     | 269       |

## Política
El gobierno de Santa María Temaxcaltepec se rige por principio de usos y costumbres que se encuentra vigente en un total de 424 municipios del estado de Oaxaca y en las cuales la elección de autoridades se realiza mediante las tradiciones locales y sin la intervención de los partidos políticos. 
El ayuntamiento de Santa María Temaxcaltepec está integrado por el presidente municipal, un síndico y un cabildo integrado por tres regidores.

### Representación legislativa
Para la elección de diputados locales al Congreso de Oaxaca y de diputados federales a la Cámara de Diputados federal, el municipio de Santa María Temaxcaltepec se encuentra integrado en los siguientes distritos electorales:
Local:
- Distrito electoral local de 23 de Oaxaca con cabecera en San Pedro Mixtepec.[4]

Federal:
- Distrito electoral federal 9 de Oaxaca con cabecera en Puerto Escondido.[5]